# Atlantis Studio

Atlantis Studio (tidigare Metronome Studio) är en inspelningsstudio på Karlbergsvägen 57 i Stockholm.

## Historik

### Biograf
1941 öppnade lokalerna som en biograf med namnet Kadetten. Två år senare bytte den namn till Terry. Den ritades av arkitekt Olle Pettersson och salongen hade plats för 330 personer. Biografen lades ner 1959.

### Metronome
Skivbolaget Metronome lät 1959 bygga om lokalerna för att omvandla dem till inspelningsstudio. Studion drevs av Anders Burman och Börje Ekberg med ljudteknikerna Gösta Wiholm och Rune Persson. Bland de första inspelningarna som gjordes i den nya studion var med Siw Malmkvist och Owe Thörnqvist. Fler än skivbolagets egna artister kom till studion för att göra inspelningar, som exempelvis Povel Ramels bolag Knäppupp och AB Svenska Ord.[källa behövs]
Michael B. Tretow började arbeta som ljudtekniker i studion i januari 1968.
Gruppen Hootenanny Singers spelade in sina album i Metronomestudion och när bandmedlemmen Björn Ulvaeus började skriva sånger med Benny Andersson, spelades flertalet av dessa kompositioner in i Metronomestudion. Även Ulvaeus flickvän Agnetha Fältskog gjorde inspelningar i studion och till arbetet med Ulvaeus och Anderssons album Lycka 1970 deltog deras respektive flickvänner; Fältskog och Anni-Frid Lyngstad, som körsångerskor på inspelningarna. Inom kort började de fyra spela in sånger tillsammans under gruppnamnet Abba. Flertalet av gruppens större hitsinglar spelades in i Metronome, som exempelvis Waterloo, Mamma Mia, Knowing Me, Knowing You och Money, Money, Money.1978 invigdes Polar Studios på Kungsholmen och efter det gjorde Abba alla sina inspelningar där. Michael B. Tretow var ljudtekniker på samtliga av Abba:s inspelningar och följde således med dem till Polarstudion.[källa behövs]

### Atlantis
1983 köptes Metronomestudion av ljudteknikern Janne Hansson som bytte namnet till Atlantis Grammofon AB. Hansson drev studion fram till maj 2020 då det blev känt att en gruppering bestående av Martin Terefe, Jörgen Ringstrand, Jonas Kamprad, Sami Sirviö, Lars-Johan Jarnheimer och Stefan Boman tagit över verksamheten. Studion genomgår just nu en varsam renovering och ska tas i bruk igen i november 2020. Vissa detaljer, som ekokammaren, ska lämnas orörda. En Abba-flygel har köpts tillbaka från en auktion på Sotheby's och ska åter placeras i Atlantis.[källa behövs]

## Inspelade artister
Bland de artister som arbetat i Metronome/Atlantis studio kan nämnas följande:

- Abba
- Green Day
- The Hives
- Opeth
- Scorpions
- Primal Scream
- Robyn
- Peter Bjorn and John
- Entombed
- Kent
- Elvis Costello
- Lenny Kravitz
- Esbjörn Svensson Trio
- Meryl Streep
- Agnetha Fältskog
- Roxette
- Nicolai Dunger
- Tonbruket
- Teddybears
- Ceasars
- Quincy Jones
- Ed Harcourt
- James Iha
- The Cardigans
- Fatboy Slim
- Moneybrother
- Cornelis Vreeswijk
- Jay-Jay Johanson
- Anne Sofie von Otter
- Fred Åkerström
- Peter Jöback
- Fibes, Oh Fibes
- Amanda Jenssen
- Ale Möller
- Sarah Blasko
- Randy Crawford
- Anna Ternheim
- Sahara Hotnights
- Bo Kaspers Orkester
- Brenda Russell
- Melody Club
- Benny Anderssons Orkester
- Sophie Zelmani
- Susanna Wallumrød
- Lasse Berghagen
- Marie Bergman
- Shout Out Louds
- Jenny Wilson
- Uno Svenningsson
- Myrra Malmberg
- Monica Zetterlund
- Magnus Carlsson
- Melissa Horn
- Bear Quartet
- Frida Hyvönen
- Lykke Li
- Harry Arnold
- Brick
- Carola Häggkvist
- Chicago Express
- Arne Domnérus
- Electric Banana Band
- Søs Fenger
- Kenta Gustafsson
- Coleman Hawkins
- Staffan Hellstrand
- Louise Hoffsten
- John Holm
- Hootenanny Singers
- Kjell Höglund
- Imperiet
- Magnus Öström
- Jan Johansson
- Putte Wickman
- Anders Widmark
- Tomas Andersson Wij
- Roffe Wikström
- Lena Willemark
- Jerry Williams
- Sofia Karlsson
- Lars Winnerbäck
- Rikard Wolff
- Väsen
- Matti Bye
- Caroline af Ugglas
- Jailbird Singers
- Kristofer Åström
- Ola Magnell
- Owe Thörnqvist
- Jojje Wadenius
- Totte Wallin
- Weeping Willows
- The Tiny
- Titiyo
- Lisa Ekdahl
- Max Martin
- Blacknuss
- Joey Tempest
- Jeanette Lindström
- Nils Landgren
- Anna-Lotta Larsson
- Magnus Lindberg
- Gösta Linderholm
- Lill Lindfors
- Magnus Lindgren
- Björn J:son Lindh
- Little Gerhard
- Olle Ljungström
- Kristina Lugn
- Ulf Lundell
- Jan Lundgren
- Siw Malmkvist
- Mickey Jupp
- Meja
- Kalle Moraeus
- Motorpsycho
- Lisa Nilsson
- Tommy Nilsson
- Orup
- Gladys del Pilar
- Popsicle
- Marit Bergman
- The Real Group
- Mikael Rickfors
- Pugh Rogefeldt
- Mats Ronander
- Michael Ruff
- Anne-Lie Rydé
- Sanne Salomonsen
- Shotgun Messiah
- The Concretes
- Stonefunkers
- Stefan Sundström
- Suzzies Orkester
- Christian Walz
- Abalone Dots
- Kalle Sändare
- Svante Thuresson
- Rebecka Törnqvist
- Harpo
- Mando Diao
- Ane Brun
- Tom Trick
- Ted Gärdestad
- Chris Kläfford